# Libocedrus
Genre
Répartition géographique
Synonymes
Stegocedrus Doweld, 2001
Libocedrus est un genre de cinq espèces de conifères de la famille des Cupressaceae, originaire de Nouvelle-Zélande et de Nouvelle-Calédonie. Le genre est étroitement lié à ceux sud-américains Pilgerodendron et Austrocedrus, et au genre néo-guinéen Papuacedrus, tous deux inclus dans Libocedrus par certains botanistes. Les quatre genres forment ensemble un exemple de la répartition de la flore antarctique.
Ces genres sont assez similaires aux genres de l'hémisphère nord Calocedrus et Thuja : autrefois, ce qui est aujourd'hui Calocedrus était parfois inclus dans Libocedrus. Ils sont beaucoup moins étroitement liés, comme cela a été récemment confirmé (Gadek et al. 2000). Le nom générique signifie « cèdre en forme de larme », faisant apparemment référence à des gouttes de résine.

## Systématique
Le genre a été décrit pour la première fois par le botaniste autrichien Stephan Ladislaus Endlicher en 1847 dans Synopsis Coniferarum, Volume 42. L'espèce type est Libocedrus plumosa (D.Don) Sarg. Le nom du genre Libocedrus est dérivé du grec libos pour « larme » ou « goutte », faisant ainsi référence aux gouttes de résine qui s'échappent, et de cedrus, le nom du genre des cèdres,. Un synonyme du genre est Stegocedrus Doweld, un taxon établi par Alexander Borissovitch Doweld en 2001. Stegocedrus austrocaledonica (=Libocedrus austrocaledonica) a été donné comme espèce type. Cependant, le genre n’est généralement pas reconnu. Le genre Libocedrus comprenait auparavant également des représentants des genres Calocedrus, Austrocedrus, Papuacedrus et Pilgerodendron, qui, entre autres, sont attribués à leurs propres genres à la suite d'études de génétique moléculaire,. Une exception est le genre Pilgerodendron, qui peut être compté comme Libocedrus selon les études moléculaires, mais présente des différences morphologiques majeures.

## Description

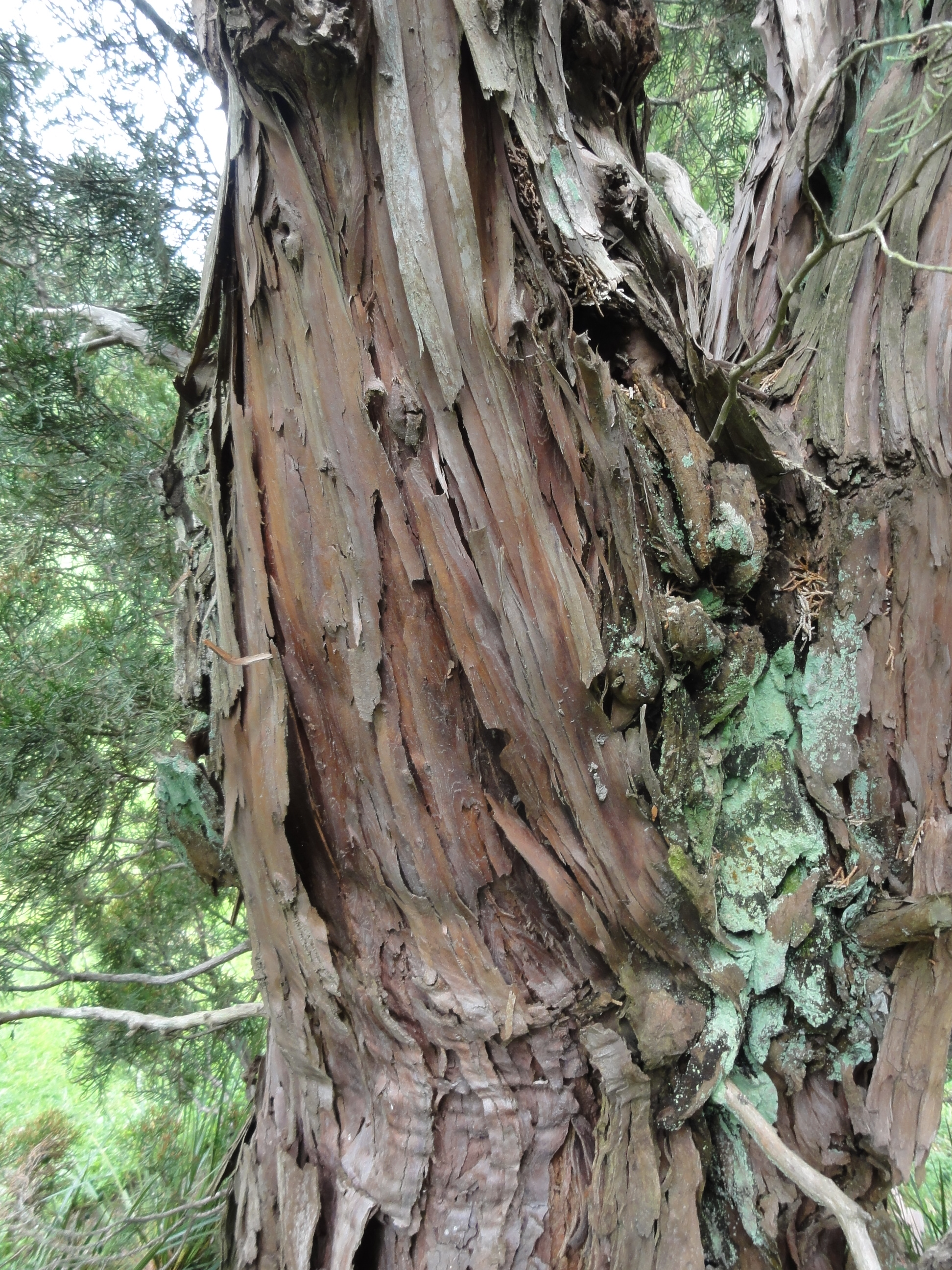
Tronc de Libocedrus bidwillii

### Port
Libocedrus sont des arbustes ou des arbres monoïques, persistants, pouvant atteindre 35 m de haut. L'écorce est brun rougeâtre à brune, écailleuse et se détache en bandes ou plaques allongées. Les branches sont étalées ou ascendantes et forment une couronne pyramidale, conique ou buissonnante. Les branches sont en forme de frondes et sont également ascendantes ou étalées.

### Feuilles

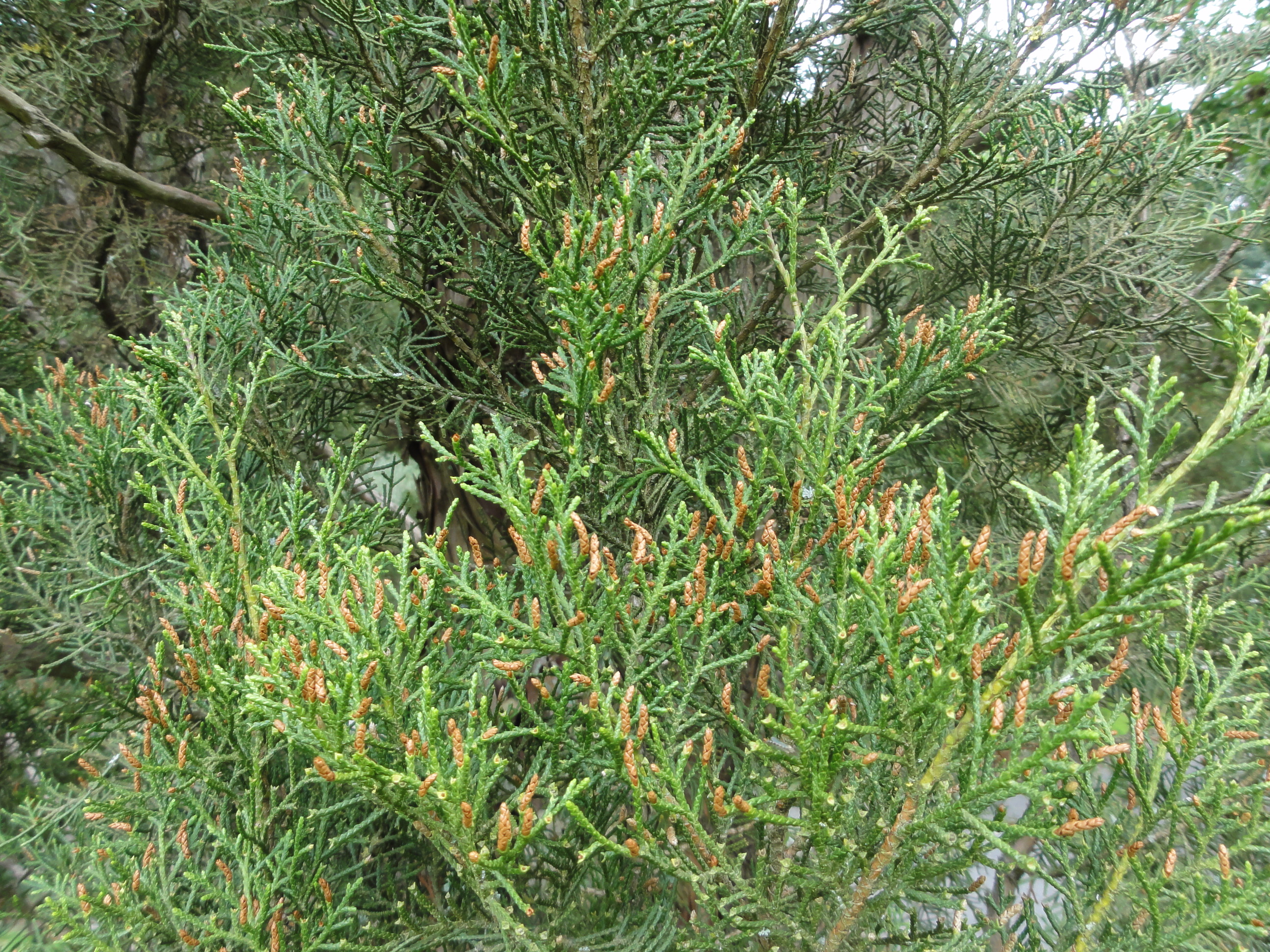
Branche de Libocedrus bidwillii

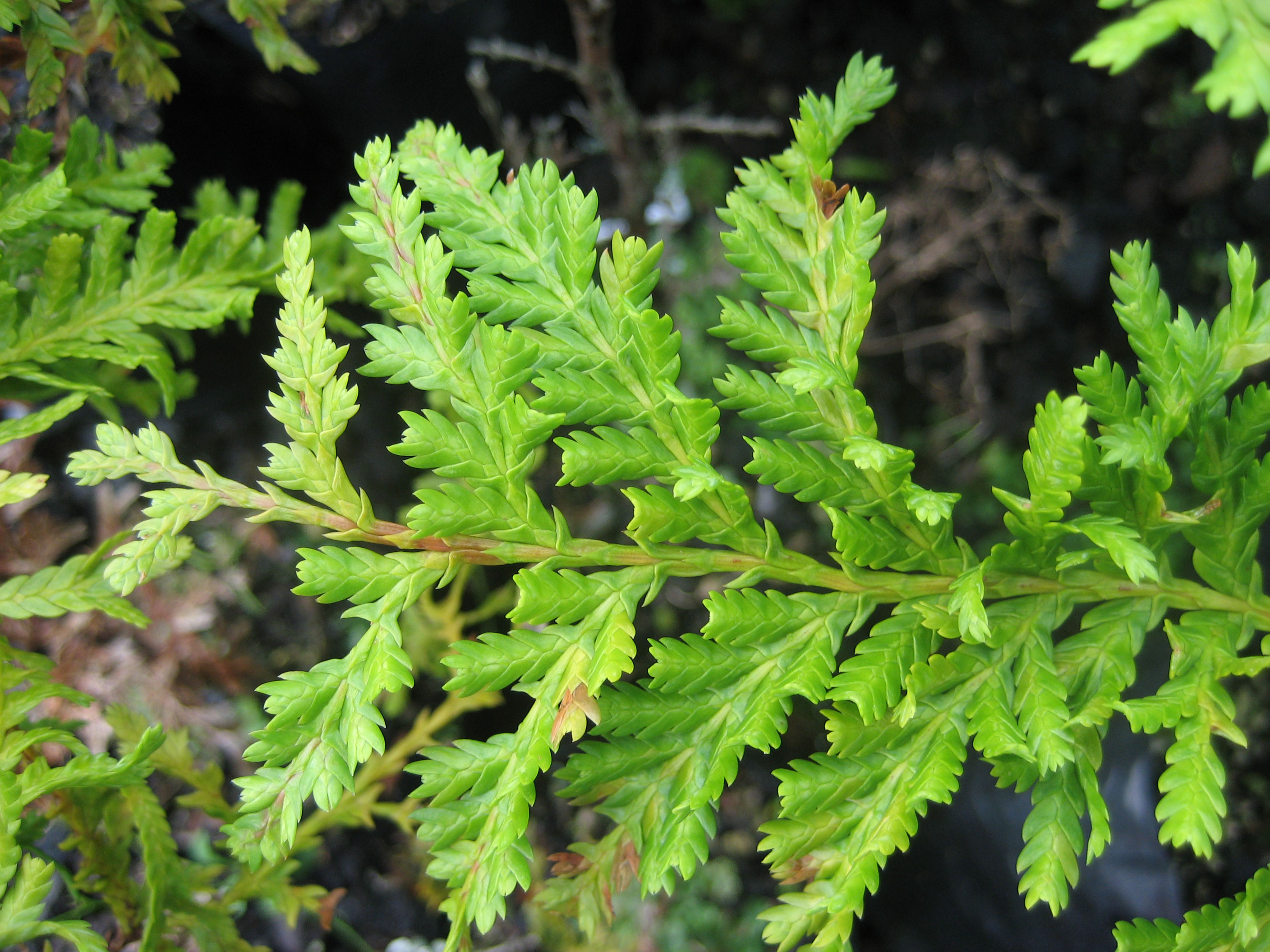
Branche de Libocedrus plumosa

Les feuilles sont écailleuses, opposées les unes aux autres, disposées en tuiles et décurrentes. Elles sont à marges entières, avec des extrémités de feuilles libres ou pressées, émoussées à pointues. Les stomates forment des bandes distinctes sur la face inférieure des branches. Sur les branches les plus externes et aplaties, elles sont nettement biformes : les feuilles superficielles sont plus petites, à peu près de la même taille que les feuilles marginales, rhombiques et longues de 1 à 5 mm. Les feuilles marginales mesurent de 2 à 7 mm de long, sont pliées longitudinalement, saillantes, en forme de faucille et sans glandes.

### Cônes et graines
Les cônes polliniques sont situés individuellement aux extrémités des branches. Elles mesurent de 2,5 à 10 mm de long et ont un diamètre de 2 à 3,5 mm. Les 8 à 24 microsporophylles sont disposées de manière décussée, elles sont en forme de bouclier et portent généralement 4, rarement jusqu'à 6 sacs polliniques abaxiaux. Les cônes à graines poussent aux extrémités des branches aplaties et sont entourés de 4 à 5 feuilles de 8 à 18 mm de long. Les cônes sont constitués de deux paires d'écailles décussées, ligneuses et coquillières, plus ou moins fortement épineuses à l'extérieur. La paire supérieure, fertile, s'ouvre lorsque les cônes sont mûrs, la paire inférieure a une forme similaire mais est plus petite et stérile. Chaque cône produit 4 graines avec deux ailes de tailles différentes. Les plantules forment deux cotylédons,.

## Espèces
Les espèces reconnues dans le genre sont :
| Image | Scientific name                            | Distribution                                                      |
| ----- | ------------------------------------------ | ----------------------------------------------------------------- |
|       | Libocedrus austrocaledonica Brongn. & Gris | Nouvelle-Calédonie                                                |
|       | Libocedrus bidwillii Hook.f.               | Îles du Nord et du Sud de la Nouvelle-Zélande                     |
|       | Libocedrus chevalieri J.Buchholz           | Poindimié, Mt. Humboldt, + Mt. Kouakoué en Nouvelle-Calédonie     |
|       | Libocedrus plumosa (D.Don) Druce           | Îles du Nord et du Sud de la Nouvelle-Zélande                     |
|       | Libocedrus yateensis Guillaumin            | Povila, rivière Blue-Yate, + rivière Ouinné en Nouvelle-Calédonie |

Les deux espèces néo-zélandaises, connues individuellement sous leurs noms Maori kawaka (Libocedrus plumosa) et pāhautea (Libocedrus bidwillii), sont parfois appelées cèdres de Nouvelle-Zélande. Aucun nom commun n'a été enregistré pour les trois espèces de Nouvelle-Calédonie.

## Utilisations
Le bois de Libocedrus est tendre, moyennement résistant à la pourriture et dégage un parfum épicé et résineux. Les deux espèces néo-zélandaises sont également cultivées comme plantes ornementales. Cependant, les représentants du genre ne sont pas résistants à l’hiver en Europe centrale.

## Littérature
- Aljos Farjon : A Handbook of the World's Conifers. Band 1. Brill, Leiden-Boston 2010,  (ISBN 90-04-17718-3), S. 503.
- Steve Cafferty : Kosmos-Atlas Bäume der Welt. Franckh-Kosmos, Stuttgart 2008,  (ISBN 978-3-440-10983-0), S. 86–87.
- Schütt, Schuck, Stimm : Lexikon der Baum- und Straucharten. Nikol, Hamburg 2002,  (ISBN 3-933203-53-8), S. 269.
- Paul A. Gadek, Deryn L. Alpers, Margaret M. Heslewood, Christopher J. Quinn : Relationships within Cupressaceae sensu lato: A Combined Morphological and Molecular Approach. In : American Journal of Botany. Band 87, Nr. 7, 2000, S. 1044–1057 (online PDF).
- Helmut Genaust : Etymologisches Wörterbuch der botanischen Pflanzennamen. 3., vollständig überarbeitete und erweiterte Auflage. Nikol, Hamburg 2005,  (ISBN 3-937872-16-7), S. 340 (Nachdruck von 1996).